# Aichryson bollei
El gongarillo de Bolle (Aichryson bollei) es una especie de planta tropical con hojas suculentas de  la familia de las crasuláceas.

## Distribución geográfica
Aichryson bollei es un endemismo de La Palma

## Descripción
Aichryson bollei es un endemismo palmero. Pertenece al grupo de especies herbáceas vellosas. Se diferencia por el filo de las hojas, que es más ancho cerca de la base y presenta glándulas negras en el borde. La planta está cubierta de pelos que no tienen  una punta glandular.

## Taxonomía
Aichryson bollei fue descrita por Webb ex Bolle  y publicado en Bonplandia 7: 243. 1859.
Etimología
Ver: Aichryson
bollei: epíteto otorgado en honor de Carl August Bolle (1821-1909), botánico alemán.